# Suore di Nostra Signora del Calvario

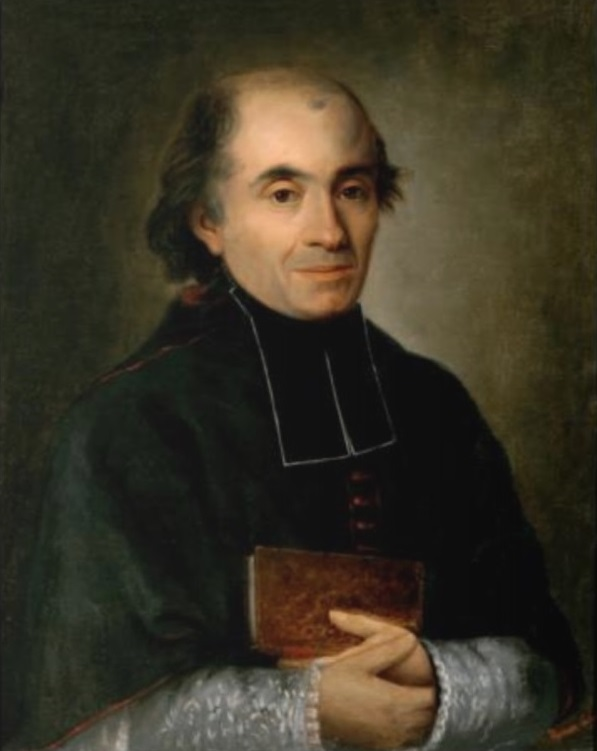
Pierre Bonhomme, fondatore della congregazione

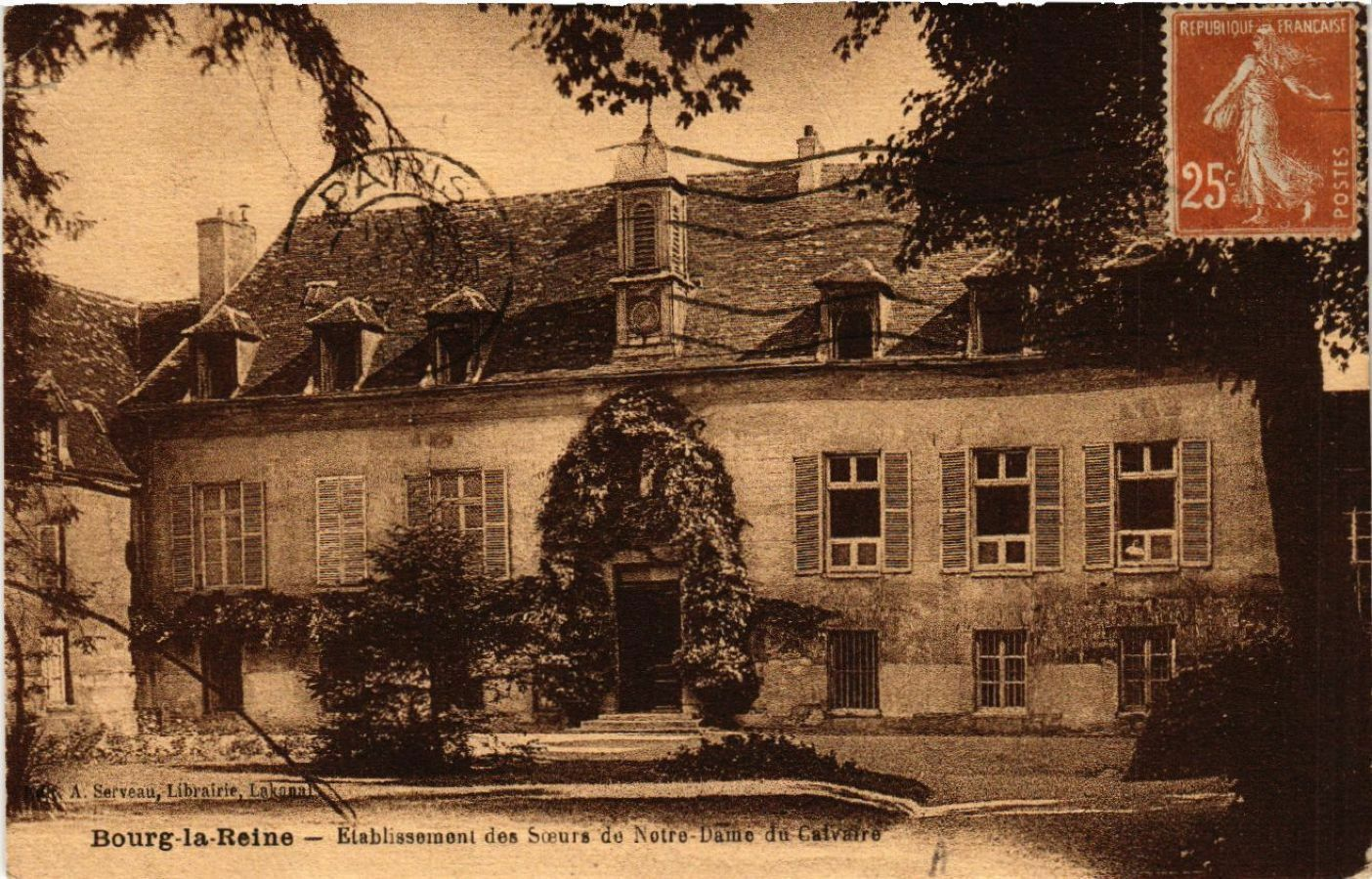
Casa delle suore di Bourg-la-Reine nel 1900

Le Suore di Nostra Signora del Calvario (in francese Sœurs de Notre-Dame du Calvaire de Gramat) sono un istituto religioso femminile di diritto pontificio: i membri di questa congregazione pospongono al loro nome la sigla N.D.C.

## Storia
La congregazione venne fondata a Gramat il 15 ottobre 1833 dal parroco locale Pierre Bonhomme (1803-1861), per la cura dei malati a domicilio e le opere parrocchiali: le prime religiose della comunità (detta in origine congregazione della Presentazione della Vergine) furono alcune figlie spirituali di Bonhomme (tra loro Hortense e Adèle Pradel, ritenute cofondatrici delle suore del Calvario), ma crebbero presto di numero e aprirono diverse scuole parrocchiali nelle zone rurali della diocesi di Cahors.
L'istituto ottenne il pontificio decreto di lode l'8 marzo 1911 e venne approvato definitivamente dalla Santa Sede il 27 dicembre 1927.
Il fondatore è stato beatificato da papa Giovanni Paolo II nel 2003.

## Attività e diffusione
Le Suore di Nostra Signora del Calvario si dedicano all'istruzione e all'educazione cristiana della gioventù: gestiscono anche scuole per disabili mentali e sordomuti.
Oltre che in Francia, sono presenti in Argentina, Brasile, Costa d'Avorio, Guinea, Filippine: la sede generalizia è a Gramat.
Al 31 dicembre 2005 l'istituto contava 246 religiose in 50 case.